# 霍捷博日

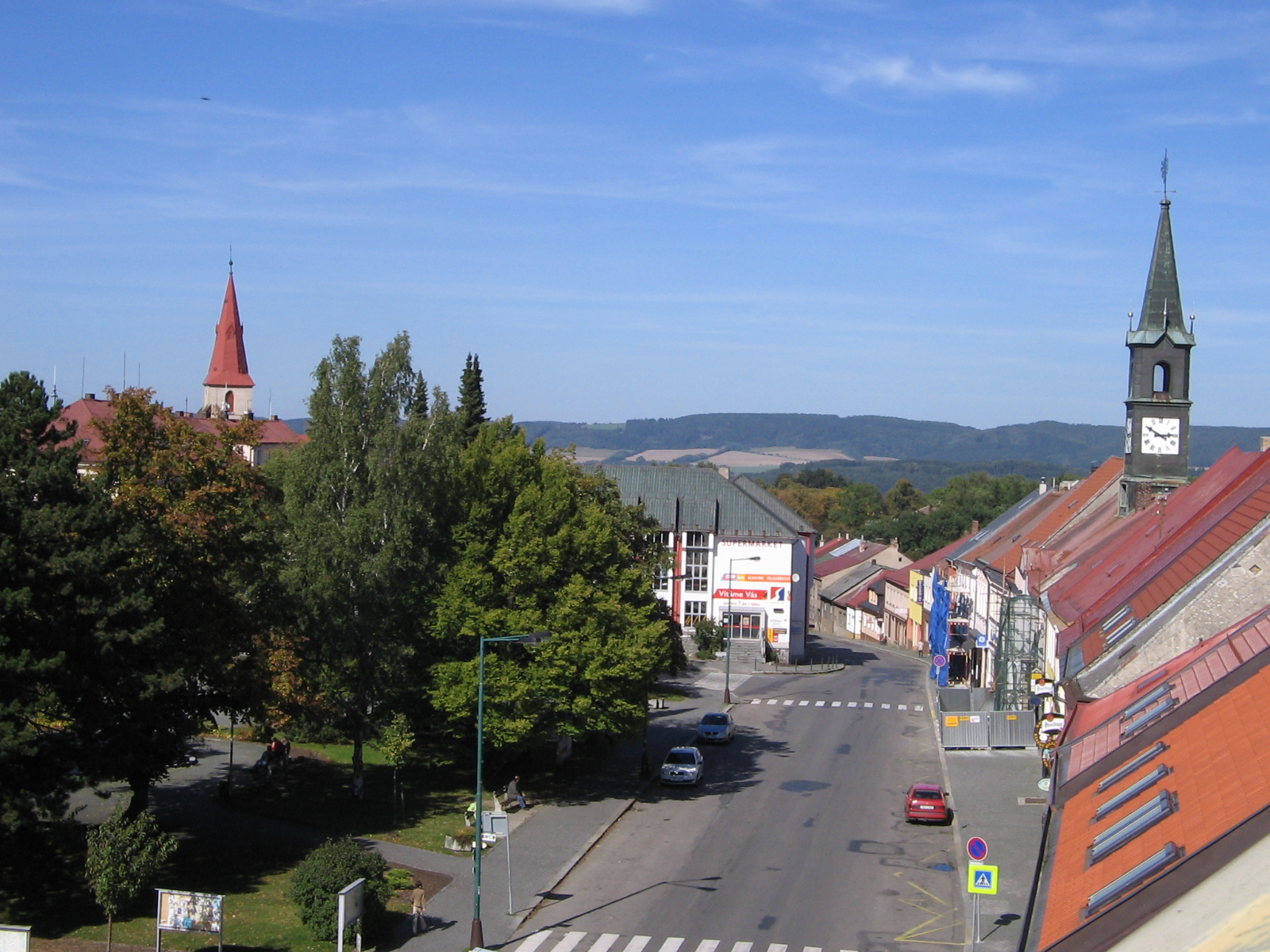

霍捷博日是捷克的城鎮，位於該國中部，由維索基納州負責管轄，面積54.05平方公里，海拔高度515米，鎮上的歷史博物館建於1885年，2014年人口總共 9,408。

## 外部連結
- Official website （页面存档备份，存于）

49°43′16″N 15°40′12″E / 49.721°N 15.67°E